# Govi-Altai (tỉnh)
Govi-Altai (tiếng Mông Cổ: Говь-Алтай, Gobi-Altai) là một trong 21 tỉnh của Mông Cổ. Tỉnh nằm ở phía tây nam của đất nước, giáp các tỉnh Zavkhan ở phía bắc, Bayankhongor ở phía đông, Khovd ở phía tây và có biên giới với tỉnh Cam Túc và các khu tự trị Tân Cương, Nội Mông của Trung Quốc ở phía nam và tây nam. Phía tây bắc của tỉnh là vùng lõm Đại Hồ. Sông Zavkhan chảy dọc theo ranh giới bắc của tỉnh. Đúng như tên gọi, lãnh thổ của tỉnh nằm trên dãy núi Altai Mông Cổ với độ cao từ 3000-4000 mét so với mực nước biển trải rộng đến phía nam tới sa mạc Gobi. Sân bay Altai (LTI/ZMAT) có một đường băng chưa được trải nhựa và có các chuyến bay đến Arvaikheer và thủ đô Ulan Bator.

## Hành chính

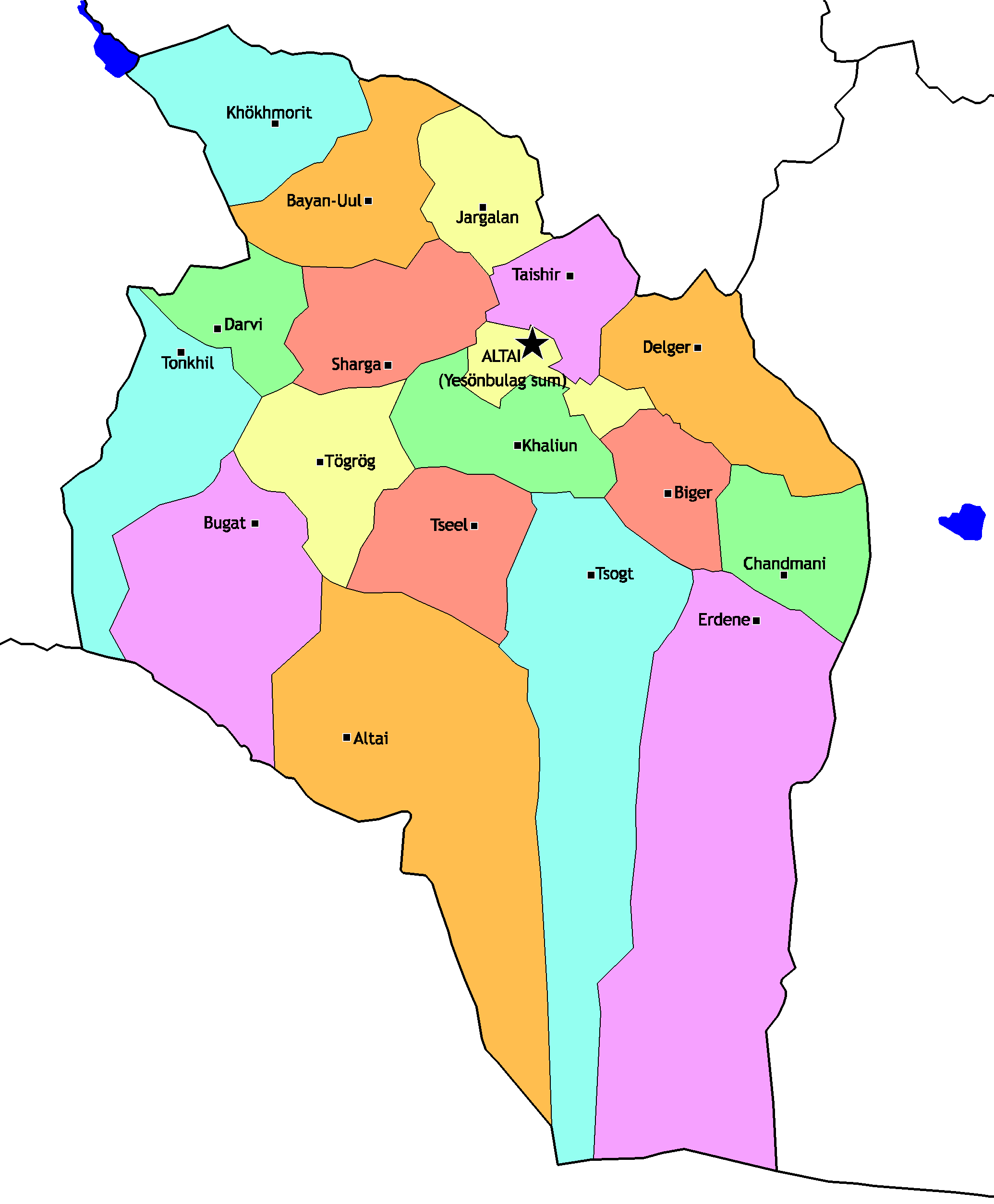
Các Sum của Govi-Altai

Tỉnh lị Altai về mặt hành chính địa lý thuộc sum Yesönbulag, và không nên nhầm lẫn với sum Altai ở phía nam của tỉnh.
| Sum         | Tiếng Mông Cổ | Diện tích (km²) | Dân số 2007 | Dân số 2009 | Mật độ (/km²) | Khoảng cách từ Altai (km) |
| ----------- | ------------- | --------------- | ----------- | ----------- | ------------- | ------------------------- |
| Altai       | Алтай         | 20.256          | 2.386       | 2.152       | 0,11          | 318                       |
| Bayan-Uul   | Баян-Уул      | 5.836           | 2.953       | 2.943       | 0,50          | 146                       |
| Biger       | Бигэр         | 3.826           | 2.460       | 2.197       | 0,57          | 108                       |
| Bugat       | Бугат         | 9.921           | 2.461       | 2.257       | 0,23          | 219                       |
| Chandmani   | Чандмань      | 4.629           | 2.024       | 2.053       | 0,44          | 189                       |
| Darvi       | Дарви         | 3.523           | 1.877       | 1.819       | 0,52          | 212                       |
| Delger      | Дэлгэр        | 6.625           | 3.066       | 3.104       | 0,47          | 88                        |
| Erdene      | Эрдэнэ        | 26.066          | 2.280       | 2.288       | 0,09          | 223                       |
| Khaliun     | Халиун        | 4.214           | 2.546       | 2.497       | 0,59          | 87                        |
| Khökh morit | Хөх морьт     | 6.314           | 2.404       | 2.461       | 0,39          | 215                       |
| Jargalan    | Жаргалан      | 3.683           | 1.885       | 1.904       | 0,52          | 102                       |
| Sharga      | Шарга         | 5.566           | 1.930       | 1.921       | 0,35          | 79                        |
| Taishir     | Тайшир        | 3.913           | 1.575       | 1.536       | 0,39          | 43                        |
| Tögrög      | Төгрөг        | 5.343           | 1.871       | 1.914       | 0,36          | 148                       |
| Tonkhil     | Тонхил        | 7.322           | 2.388       | 2.402       | 0,33          | 218                       |
| Tseel       | Цээл          | 5.631           | 2.235       | 2.038       | 0,36          | 167                       |
| Tsogt       | Цогт          | 16.618          | 3.950       | 3.697       | 0,22          | 187                       |
| Yesönbulag* | Есөнбулаг     | 2.161           | 17.527      | 16.243      | 7,52          | 0                         |

* - Bao gồm thành phố tỉnh lị Altai